# Kino in Erfurt

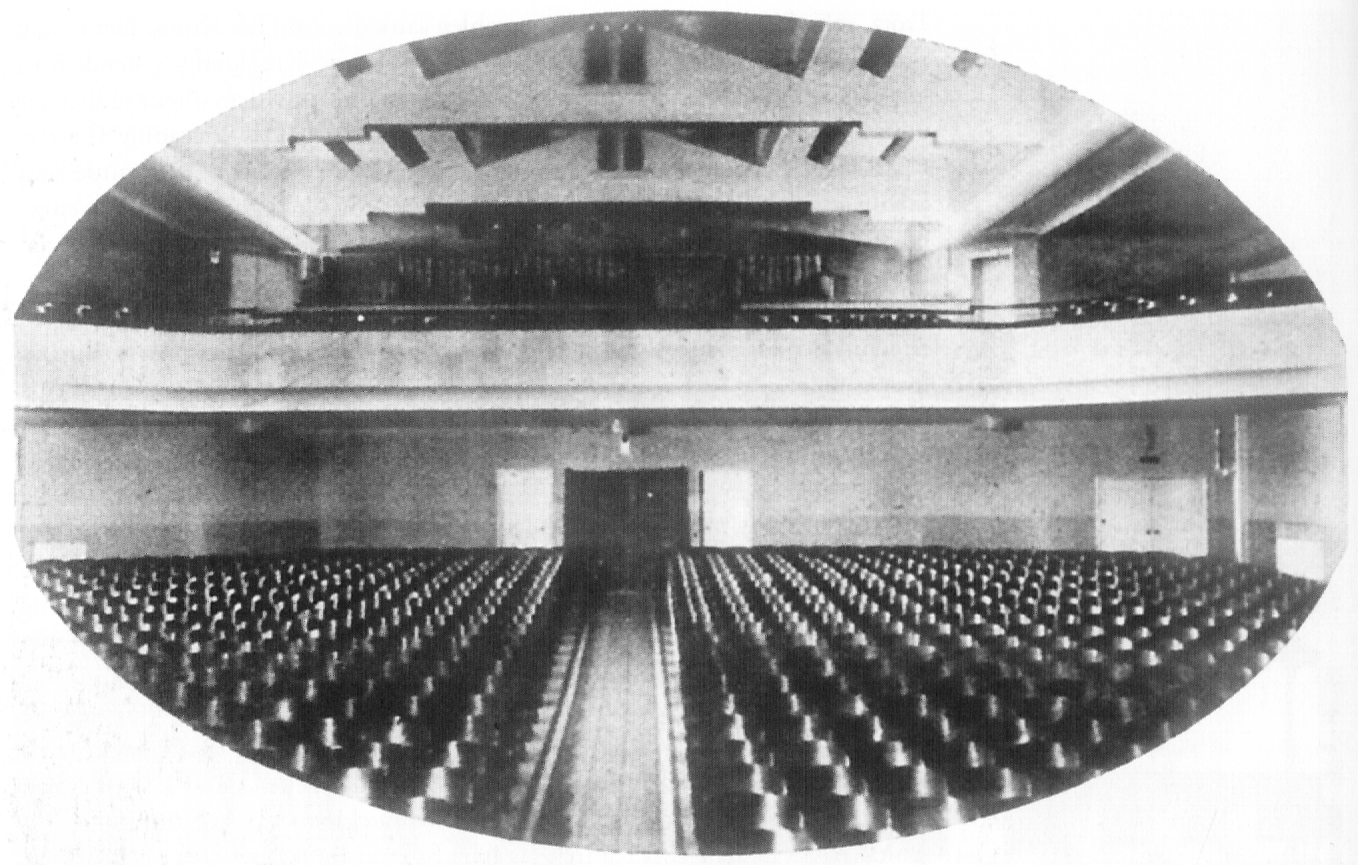
Der Innenraum des Unionkinos (1928)

Der Artikel Kino in Erfurt behandelt die Geschichte und aktuelle Situation der Kinos in Erfurt.

## Geschichte

### 1905–1922: Die Anfänge durch Theodor Scherff
Die ersten Filmvorführungen in Erfurt gab es zunächst in einem 20 mal 8 Meter großen mobilen Filmvorführzelt, „Theater der lebenden Fotografien“ genannt, das der mitteldeutsche Filmpionier Theodor Scherff (1857–1930) 1898 erstmals auf der Leipziger Herbstmesse präsentiert hatte und mit dem er ab da von Jahrmarkt zu Jahrmarkt zog. 1905 richtete er mit Richard Janson in Erfurt, Fischmarkt 11, eines seiner ersten stationären Kinos mit 200 Plätzen ein, das er Scherffs Bioskop-Theater nannte. Es folgten weitere Kinos, (damals noch Kintopp genannt) in Weimar, Leipzig, Grimma, Apolda und Gotha. Da die Filme von ihm in den Berliner Produktionsfirmen gekauft wurden, bot es sich als Betreiber mehrerer Kintopps an, ein Zirkuliersystem zu schaffen. Andere Kinobetreiber folgten seinem Beispiel, so dass bis zum Ende des Ersten Weltkrieges 16 Kinos in Erfurt, meist durch Umbau älterer Säle, entstanden.

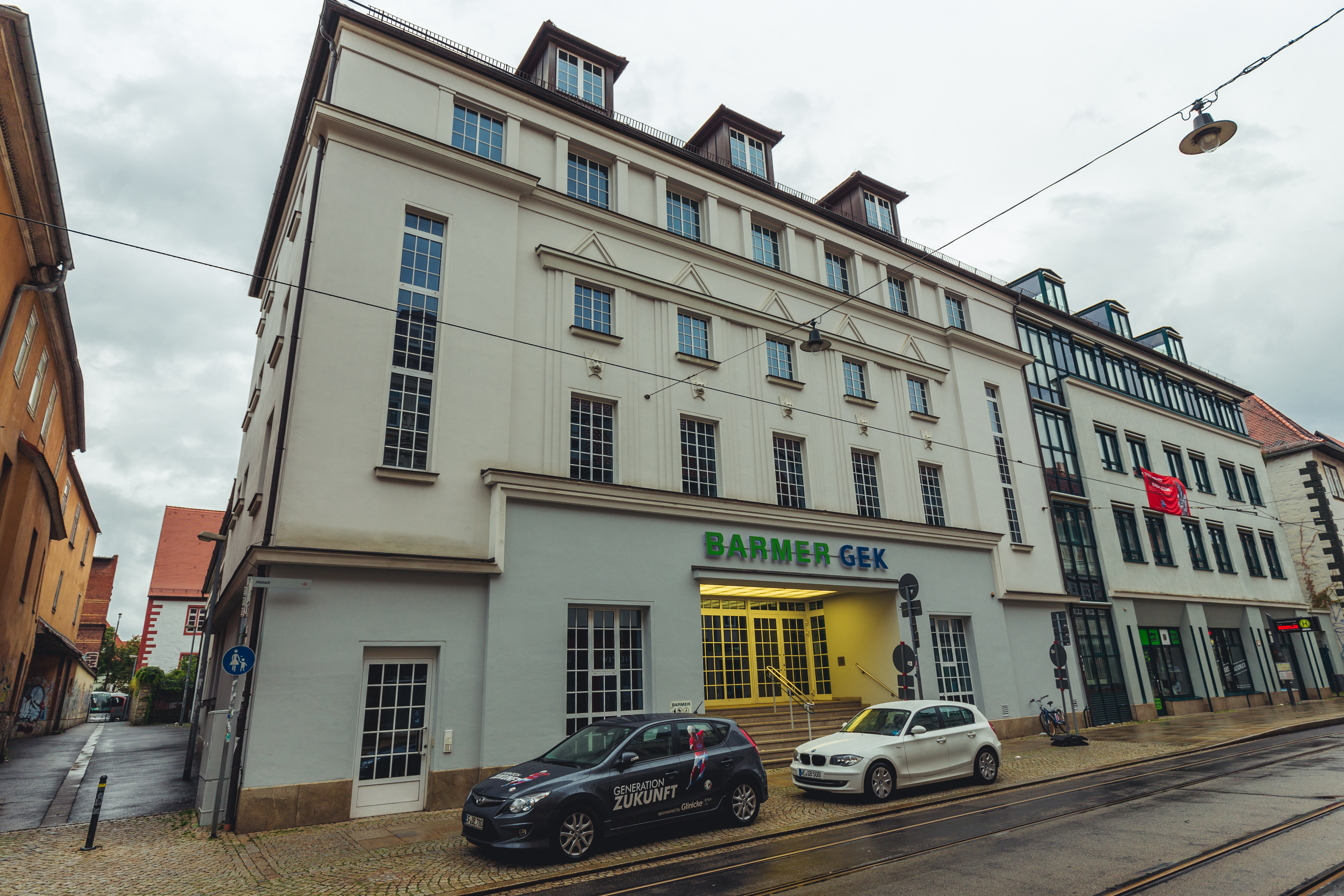
Die Fassade des 1922 erbauten Alhambra-Kinos (2014)

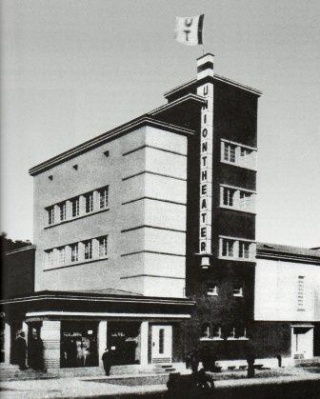
Das 1928 erbaute Unionkino, 1998 abgebrochen (1928)

Mit dem folgenden Aufschwung der Filmindustrie während der Weimarer Republik wuchsen die Ansprüche der Besucher und die Größe der Säle. Schon 1918 war durch Julius Ritter aus Halle durch Umbau des ehemaligen Festsaales der dortigen Brauereigaststätte hinter dem Haus Anger 57 ein Großkino, das Angertheater, entstanden, das mit 908 Sitzplätzen alle anderen Kinos übertraf und wenig später auf 1000 Plätze erweitert wurde. Im Folgejahr eröffnete Ritter in der Brauereigaststätte Tivoli, Magdeburger Straße 51, heute Magdeburger Allee 4, ein weiteres Kino mit zunächst 170 Plätzen, das 1924 auf 450–500 Plätze erweitert wurde.

### 1922–1930: Karl Liebrichs Aufstieg als Kinokönig
Im Juni 1922 reichte der Unternehmer Karl Liebrich und sein Architekt Max Bischoff, der in Berlin bereits einige Kinopaläste, darunter das Alhambra-Kino am Kurfürstendamm 68, geplant hatte, einen Bauantrag zum ersten Erfurter Kino-Neubau ein, der in einer Baulücke in der Johannesstraße 164 stehen und mit fast 1200 Sitzplätzen alle anderen Kinos übertreffen sollte. Nach Überplanungen durch Karl Zöll wurde das Kino 1924 fertiggestellt und ebenfalls Alhambra genannt. Im gleichen Jahr übernahm Liebrich zudem die Geschäftsleitung der Erfurter Kammer-Lichtspiele im ehemaligen Preußischen Hof, Meyfartstraße 23. Von den meist älteren Kinos der Vorkriegszeit überlebte nur das Rolandkino im Haus zum Roten Ochsen am Fischmarkt mit 510 Plätzen. 1926 erwarb Liebrich von Julius Ritter auch die Angerlichtspiele. Zusammen mit Gustav Schneider erwarb Liebrich zudem 1927–1929 die drei führenden Kinos in Weimar: den Zentral-Palast, Hummelstr. 4, mit 1100 Plätzen, die Scherffs Lichtspiele, Marktstraße 20, mit 650 Plätzen und die Kammerlichtspiele, Marienstraße 1, mit 400 Plätzen. Damit wurden Liebrich & Schneider größter Kinobetreiber nicht nur von Erfurt, sondern der gesamten Region. Mit der Planung des Unionkinos in Ilversgehofen beschritten Liebrich & Schneider neue Wege. Zum einen lag der Standort weitab vom Zentrum im Erfurter Stadtteil Ilversgehofen, der damals sehr industriell geprägt war und von vielen Arbeiterfamilien bewohnt wurde. Zum anderen erfolgte die Planung des Kinospezialisten Carl Fugmann einem radikal modernen Stil, der mit seiner markanten expressionistischen Architektur auf niederländische Vorbilder und das Weimarer Bauhaus verweist. Kennzeichnend wurde die asymmetrische Gestaltung mit sich zum Teil durchdringenden Baukörpern, Gesimsen und Leuchtreklamen, flache Dächern und waagerechten Fensterbändern. Nachdem mit den Bauarbeiten bereits im April 1929 begonnen worden war, folgten die Baugenehmigung am 12. Mai 1929 und die Eröffnung bereits am 7. September 1929. Das Haus bekam über 900 Sitzplätze.

### 1930–1945: Die UFA-Zeit

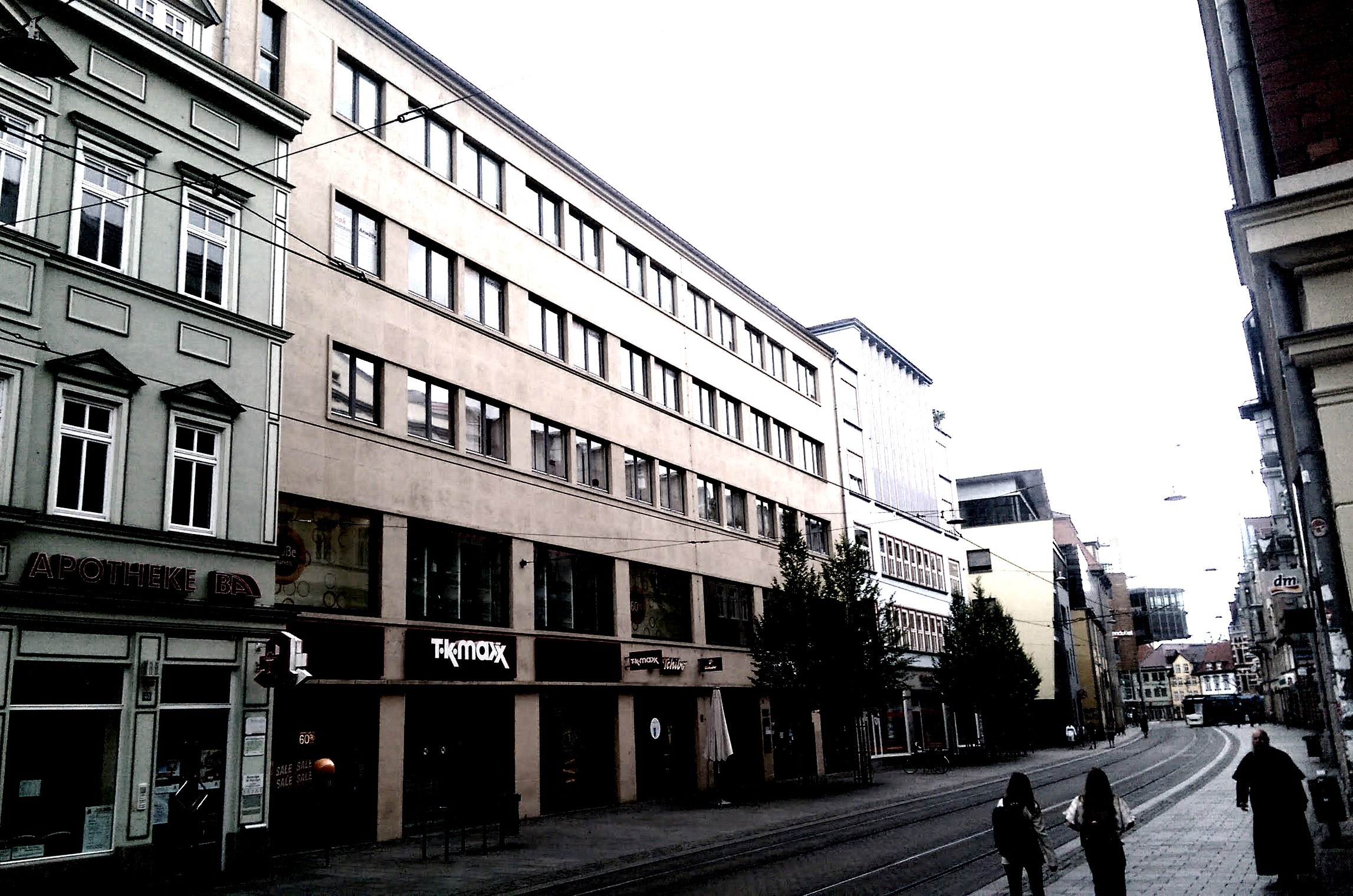
Das Phönixhaus (2017)

Das damals größte deutsche Filmunternehmen, die 1917 gegründete UFA, war nach einer Krise 1927 durch den Medienunternehmer Alfred Hugenberg aufgekauft worden, der die Verbreitung der durch die UFA produzierten Filme durch eigene Kinos zu fördern suchte. In dem Zusammenhang bot es sich an, im Zuge des Ausbaus der Bahnhofstraße als großstädtische Geschäftsstraße sich am Bau eines großen Geschäftshauskomplexes, dem Phönix-Haus zu beteiligen, um dort einen neuen großen Kinopalast zu errichten. Mit 1200 Sitzplätzen (850 im Parkett und 350 im Rang) entstand mit dem UFA-Palast das bislang größte und modernste Kinogebäude in Erfurt. Die Bauweise war durch die Prinzipien der jungen Moderne geprägt, mit Stahlbeton-Skelett-Konstruktion, durchgehenden Fensterbändern, Flachdach und Fassadenverkleidung aus quadratischen Kunststeinelementen. Die filigranen Werbeschriftzüge an der Fassade waren mit Neonbeleuchtung ausgestattet. 1931 wurde der UFA-Palast eröffnet.
In Folge der ab 1937 erfolgten De-Fakto-Verstaatlichung der UFA durch die Cautio Treuhand im Auftrag von Joseph Goebbels erfolgte 1939 eine erneute Modernisierung des UFA-Palastes.

### Nach 1945: DDR-Zeit, Übernahmen, Abbrüche und Cinestar-Multiplex

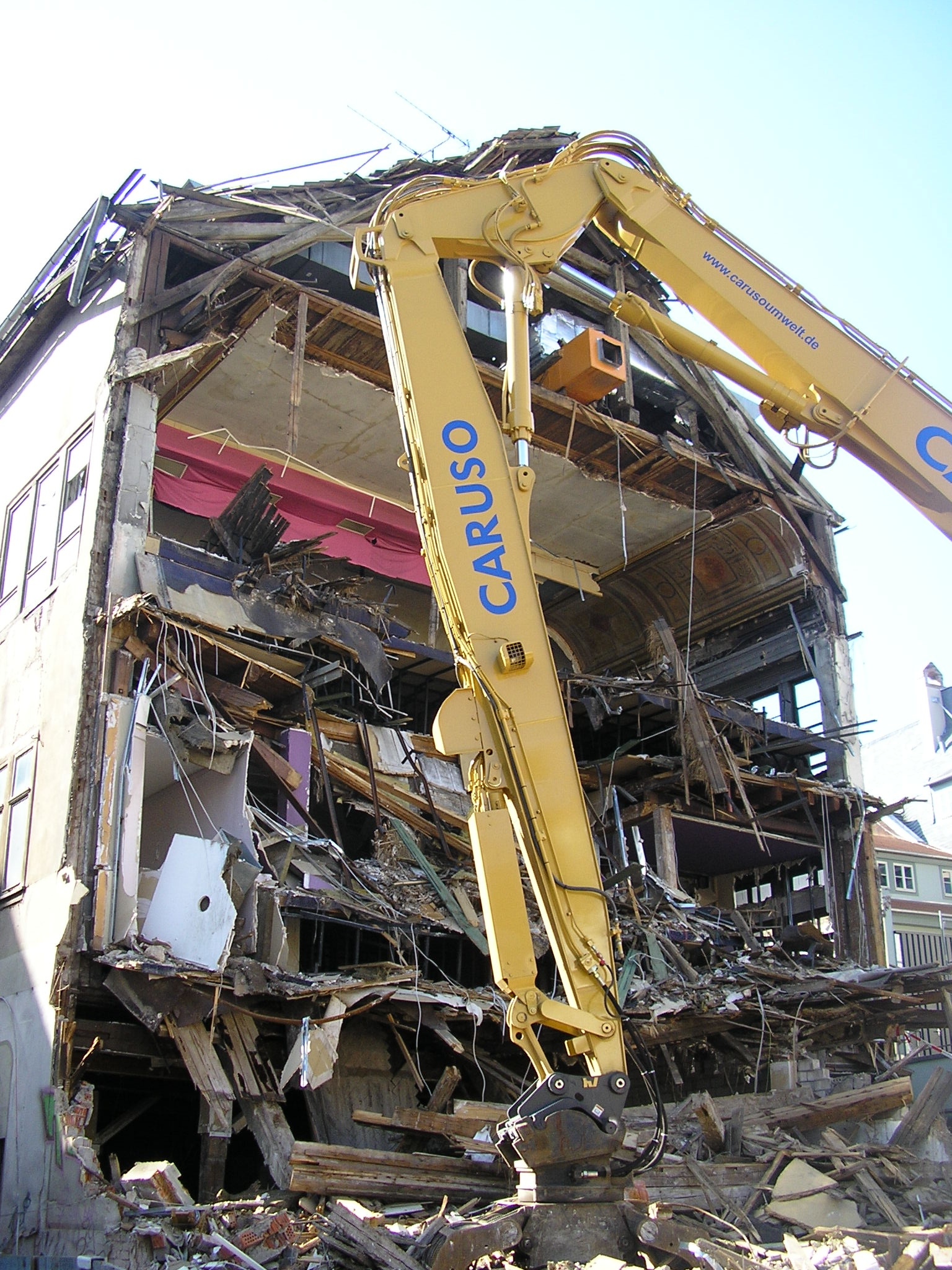
Abbruch des historischen Kinosaales des 1918/20 gegründeten Anger-Palastes (2006)

Nach dem Zweiten Weltkrieg änderte sich zunächst relativ wenig in der Erfurter Kinolandschaft. Der UFA-Palast blieb verstaatlicht und in der DDR-Zeit das wichtigste Kino in Erfurt. 1967 wurde er erneut modernisiert und danach Panorama-Filmpalast genannt. Auch die anderen Kinos wurden verstaatlicht. Das Union-Kino wurde Theater der Jugend und das Rolandkino wurde zunächst Theater der Deutsch-Sowjetischen Freundschaft, jedoch 1965 geschlossen. 1975 erfolgte im Zuge der vorsichtigen Liberalisierungstendenzen nach Amtsantritt Honeckers die Gründung des Kinoklubs am Hirschlachufer 1 als einer der ersten Kinoklubs der DDR. Er wurde zunächst von Barbara Hejlik und ab 1982 von Dagmar Wagenknecht geleitet. Der Kinoklub hatte mehr Freiheiten bei der Programmgestaltung und auch Zugriff auf eine größere Auswahl an Filmen und konnte so auch besondere und kritische Filme jenseits des „Mainstreams“ in einem kleineren, exklusiveren Rahmen anbieten.
Nach der Wende 1990 fielen die vier alten Erfurter Kinos zur Reprivatisierung an die Treuhandanstalt. Das Union-Kino und der Panorama-Filmpalast wurden 1991 an die Ufa-Theater AG verkauft. Als Träger für das Angertheater und das Alhambra erfolgte im gleichen Jahr die Gründung einer Filmtheater Betriebs-GmbH Erfurt, die 1992 vom Lübecker Kinobetreiber Kieft & Kieft Filmtheater GmbH erworben wurde. Das Angertheater wurde zunächst zu einem Schachtelkino mit vier Sälen und 1026 Plätzen umgebaut und 1993/94 wurde der nun Anger-Filmpalast genannte Betrieb durch einen weiteren Umbau auf 1295 Plätze in sieben Sälen erweitert. Das Alhambra wurde noch bis 1997 betrieben. Danach verkauften Kieft & Kieft das Gebäude an einen privaten Bauträger, der es bis auf die historische Fassade abreißen und durch ein Verwaltungsgebäude ersetzen ließ.
2001 ließen Kieft & Kieft ein neues Cinestar-Multiplexkino in einem Neubau am Hirschlachufer 7 bauen und den Anger-Filmpalast anschließend schließen. Im Oktober 2002 ging die UFA-Theater AG, die das Union-Kino bereits im März 1998 hatte abreißen lassen, in die Insolvenz. Daraufhin übernahm Kieft & Kieft 2003 auch noch das Panorama-Kino, das von der UFA noch einige Jahre zuvor auch in ein Schachtelkino mit neun Sälen und 1922 Plätzen umgebaut worden war. Das Panorama wurde kurze Zeit später ebenfalls geschlossen und das Phönix-Haus wurde verkauft. Das Haus des ehemaligen Anger-Filmpalastes wurde ebenfalls zur Umnutzung als Wohn-Geschäftshaus verkauft und der historische Saalbau 2006 abgebrochen.
Heute (2018) bestehen so nur noch das Cinestar-Multiplexkino mit acht Sälen und 2158 Plätzen am Hirschlachufer 7 und der schrittweise sanierte Kinoklub mit einem Saal von 60 Plätzen am Hirschlachufer 1.

## Tabelle der Erfurter Kinos
| Jahr | Name                                         | Adresse                                 | Betreiber                                                        | Plätze | Bemerkung                                                                     |
| ---- | -------------------------------------------- | --------------------------------------- | ---------------------------------------------------------------- | ------ | ----------------------------------------------------------------------------- |
| 1905 | Scherffs Bioskop-Theater                     | Fischmarkt 11                           | Theodor Scherff, Richard Janson                                  | 200    |                                                                               |
| 1906 | Centraltheater 4                             | Friedrich-Wilhelm-Platz (Domplatz)      |                                                                  |        |                                                                               |
| 1907 | Colosseum                                    | Krämpferstr. 62a                        | Max Francke                                                      | 250    | 1922 geschlossen                                                              |
| 1908 | Edison-Theater                               | Löberstraße 17–18                       |                                                                  |        |                                                                               |
| 1908 | Volks-Kino-Theater                           | Johannesstr. 91–92                      | H. Weißleder                                                     | 250    |                                                                               |
| 1908 | Zentral-Kinematograph                        | Ilversgehofen, Hauptstr. 11             |                                                                  |        |                                                                               |
| 1909 | Apollo-Theater                               | Anger 27                                | Otto Kunath, Hermann Conradus                                    | 225    | 1922 geschlossen                                                              |
| 1910 | Kammer-Lichtspiele                           | Trommsdorffstraße 1                     |                                                                  | 348    |                                                                               |
| 1911 | Lichtspieltheater                            | Bommersdorferstr. 1 (?)                 |                                                                  |        |                                                                               |
| 1911 | Union-Theater                                | Michaelisstr. 30                        |                                                                  |        | jetzt „Theater im Palais“                                                     |
| 1913 | Rolandkino – Theater der DSF                 | Fischmarkt 7                            | Hermann Liemann, Kruppa & Co.                                    | 565    | 1965 geschlossen                                                              |
| 1915 | Karthause                                    | Kartäuserstraße 13a                     |                                                                  |        |                                                                               |
| 1916 | Thüringer-Wald-Lichtspiele                   | Bahnhofstraße 1                         |                                                                  | 500    |                                                                               |
| 1917 | Kammerlichtspiele Preussischer Hof           | Am Anger / Meyfartstraße 23             | Harry Wentzel, Karl Liebrich, Gustav Schneider                   | 600    | 1951 geschlossen                                                              |
| 1917 | Reichshallen-Theater                         | Dalbergsweg 2                           | Hass                                                             |        |                                                                               |
| 1918 | Anger-Filmpalast                             | Anger 57                                | Julius Ritter, Karl Liebrich, Gustav Schneider, Cinestar (Kieft) | 1000   | 1993 umgebaut zu 7 Sälen und 1410 Plätzen, 2001 geschlossen, 2006 abgebrochen |
| 1919 | Tivoli-Theater                               | Magdeburger Str. 51 (Magdeburger Allee) | Julius Ritter, Hugo Krug                                         | 450    | 1927 geschlossen                                                              |
| 1920 | Lichtspieltheater Auenkeller                 | An der Auenschanze 1–2                  | Dockhorn & Peters                                                | 450    |                                                                               |
| 1921 | Othello-Lichtspiele – Filmbühne Gispersleben | Kopernikusplatz 5                       | Hugo Müller, Josef Steidl                                        | 284    | 1991 geschlossen                                                              |
| 1924 | Alhambra                                     | Johannesstr. 164                        | Karl Liebrich, Gustav Schneider                                  | 1200   | 1998 geschlossen und umgebaut                                                 |
| 1928 | Union-Kino – Theater der Jugend              | Magdeburger Allee 144                   | Karl Liebrich, Gustav Schneider, Ufa-Theater AG                  | 900    | 1993 geschlossen, 1998 abgebrochen, Architekt Carl Fugmann                    |
| 1931 | UFA-Palast – Panorama-Filmpalast             | Bahnhofstr. 41–44                       | Ufa-Theater AG                                                   | 1177   | 1992 umgebaut zu 9 Sälen mit 1950 Plätzen, 2006 geschlossen                   |
| 1975 | Kinoklub am Hirschlachufer                   | Hirschlachufer 1                        | Initiative Kommunales Kino Erfurt e.V.                           | 60     | Leitung: 1975 Barbara Hejlik, 1982 Dagmar Wagenknecht, 2013 Petra Beltz       |
| 2001 | Cinestar (Kieft)                             | Hirschlachufer 7                        | Cinestar (Kieft)                                                 | 2158   | Multiplexkino mit 8 Sälen                                                     |